# Nematoplana nigrocapitula
Nematoplana nigrocapitula är en plattmaskart som beskrevs av Peter Ax 1966. Nematoplana nigrocapitula ingår i släktet Nematoplana och familjen Nematoplanidae. Inga underarter finns listade i Catalogue of Life.